# Pierfalarivier
De Pierfalarivier (Zweeds: Pierfalajoki) is een rivier die stroomt in de Zweedse gemeente Kiruna. De Pierfalarivier is een rivier die begint in een moerasgebied waarin ook het 8 hectare grote Pierfalajärvi ligt. De rivier stroomt naar het zuidzuidwesten en stroomt dan het Kuormakkajärvi in. Ze is circa 12 kilometer lang.
Afwatering: Pierfalarivier → Kuormakkajärvi → Kuormakkarivier → Myllyrivier → Lainiorivier → Torne → Botnische Golf